# Adrianus Ploos van Amstel
Adrianus Ploos van Amstel (Amsterdam, 13 februari 1749 – Brussel, 7 juli 1816) was een politicus ten tijde van de Bataafse Republiek.

## Familie
Ploos van Amstel, lid van de familie Ploos van Amstel, was een zoon van Johannes Ploos van Amstel (1696-1758) en diens derde echtgenote Anna van Dijk (1710-1769). Zijn vader was drogist in Amsterdam. Ploos ondertrouwde in 1775 met Magdalena Joanne Beatrix van Kerckhoff; uit dit huwelijk werd een dochter geboren.

## Loopbaan
Ploos van Amstel studeerde Romeins en hedendaags recht aan de Leidse Hogeschool en promoveerde in 1773 op zijn dissertatie De origine et usu iurisiurandi praesertim purgatorii. Hij vestigde zich als advocaat in Amsterdam. Van 1795 tot 1810 was hij dijkgraaf van Amstelland en de Hoge Zeeburg en Diemerdijk en baljuw van Amstelland, Waveren, Botshol en Ruige Wilnis welke functies hij bekleedde tot de inlijving bij Frankrijk. Bij de staatsgreep van 12 juni 1798 werd hij gearresteerd en gevangengezet op Huis ten Bosch, maar exact een maand later weer vrijgelaten.
Hij werd afgevaardigd als lid naar de Eerste Nationale Vergadering (1796-1797), Tweede Nationale Vergadering (1797-1798), de Constituerende Vergadering (1798) (waarvan hij ook provisioneel secretaris was) en het Vertegenwoordigend Lichaam (1798-1801).
Ploos van Amstel overleed in 1816, op 67-jarige leeftijd.